# Władysław Sygnarski
Władysław Julian Sygnarski (ur. 7 stycznia 1864 w Tarnowie, zm. 9 maja 1925 w Posadzie Olchowskiej) – polski nauczyciel, działacz sokoli i społeczny, pszczelarz.

## Życiorys

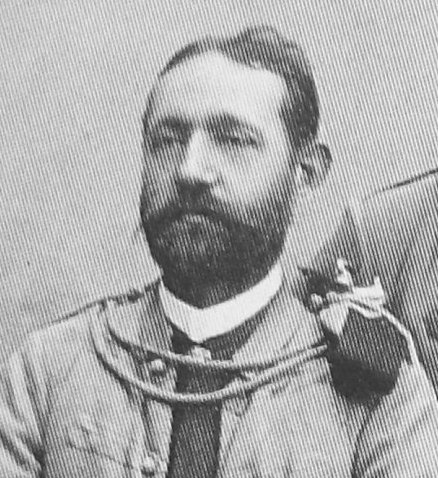
Władysław Sygnarski w stroju sokolim (ok. 1894)

Władysław Julian Sygnarski urodził się 7 stycznia 1864 w Tarnowie. Był synem Franciszka i Bronisławy z domu Lipińskiej.
W Tarnowie w 1879 ukończył szkołę wydziałową, a następnie kształcił się w seminarium nauczycielskim, w którym od 1879 do 1883 ukończył trzy kursy, a w czerwcu 1883 zdał egzamin dojrzałości. W okresie zaboru austriackiego w ramach autonomii galicyjskiej został nauczycielem i 1 września 1885 rozpoczął pracę w szkolnictwie. W lutym 1889 uzyskał patent kwalifikacyjny do szkół ludowych z pospolitych z językiem wykładowym polskim. Wówczas uzyskał tzw. świadectwo uzdolnienia do uczenia języka niemieckiego, zastępowania nauczyciela religii swego wyznania (rzymskokatolickiego) oraz śpiewu i gimnastyki. Posiadał egzamin kwalifikacyjny jako podstawę wykonywania zawodu. Na przełomie XIX/XX wieku odbywał kursy specjalistyczne, np. kurs zręczności w Krakowie (1891), kurs przemysłowy (1914), kursy gier i gimnastyki we Lwowie (1892, 1893), inne kursy w 1909, kurs przemysłowy (1914), kurs wydziałowy (1915).
Od 1 września 1885 pracował jako nauczyciel młodszy w 1-klasowej szkole w Medyce. Następnie od 1 września do 31 grudnia 1886 był nauczycielem samoistnym w 1-klasowej szkole mieszanej w Jureczkowej. Później był zatrudniony na stanowisku nauczyciela starszego od stycznia 1887 do 15 lutego 1889  w 4-klasowej szkole męskiej w Dobromilu, a od 15 lutego 1889 do 31 sierpnia 1890 w 4-klasowej szkole męskiej w Brzozowie. 
Następnie został przeniesiony do Sanoka, gdzie jako nauczyciel samoistny najpierw pracował od 1 września 1890 do 31 sierpnia 1891 w 1-klasowej szkole mieszanej w Posadzie Sanockiej, a 1 września 1891 w 1-klasowej szkole mieszanej w Posadzie Olchowskiej. Tam od 1 kwietnia 1892 był stałym nauczycielem, od 1 kwietnia 1907 stałym kierownikiem dwuklasowej szkoły (mianowany w grudniu 1906), a od 1 grudnia 1912 stałym kierownikiem czteroklasowej szkoły mieszanej z planem nauk szkół typu miejskiego, od około 1913 imieniem Tadeusza Kościuszki. Początkowo placówka miała charakter cztero-, potem pięcioklasowy (placówka nazywała się także: Szkoła Powszechna im. Tadeusza Kościuszki w Posadzie Olchowskiej, Szkoła Wydziałowa Męska im. Tadeusza Kościuszki, później powstała Szkoła Podstawowa nr 3 im. Tadeusza Kościuszki). W Sanoku Władysław Sygnarski był ponadto nauczycielem kaligrafii i rysunków oraz członkiem wydziału, później również kierownikiem w Szkole Przemysłowej Dokształcającej (Uzupełniającej), założonej w 1893 dla młodzieży i pracowników sanockiej Fabryki Wagonów i Maszyn, funkcjonującej w gmachu szkoły przy ulicy Adama Mickiewicza w Sanoku. W 1914 szkoła zakończyła 21. rok istnienia. Po odzyskaniu przez Polskę niepodległości pozostawał nauczycielem w szkole w Posadzie Olchowskiej w pierwszych latach 20.. Był również nauczycielem śpiewu w C. K. Gimnazjum w Sanoku. W tej szkole w 1890 zorganizował i prowadził chór. Był także członkiem chóru pozaszkolnego.

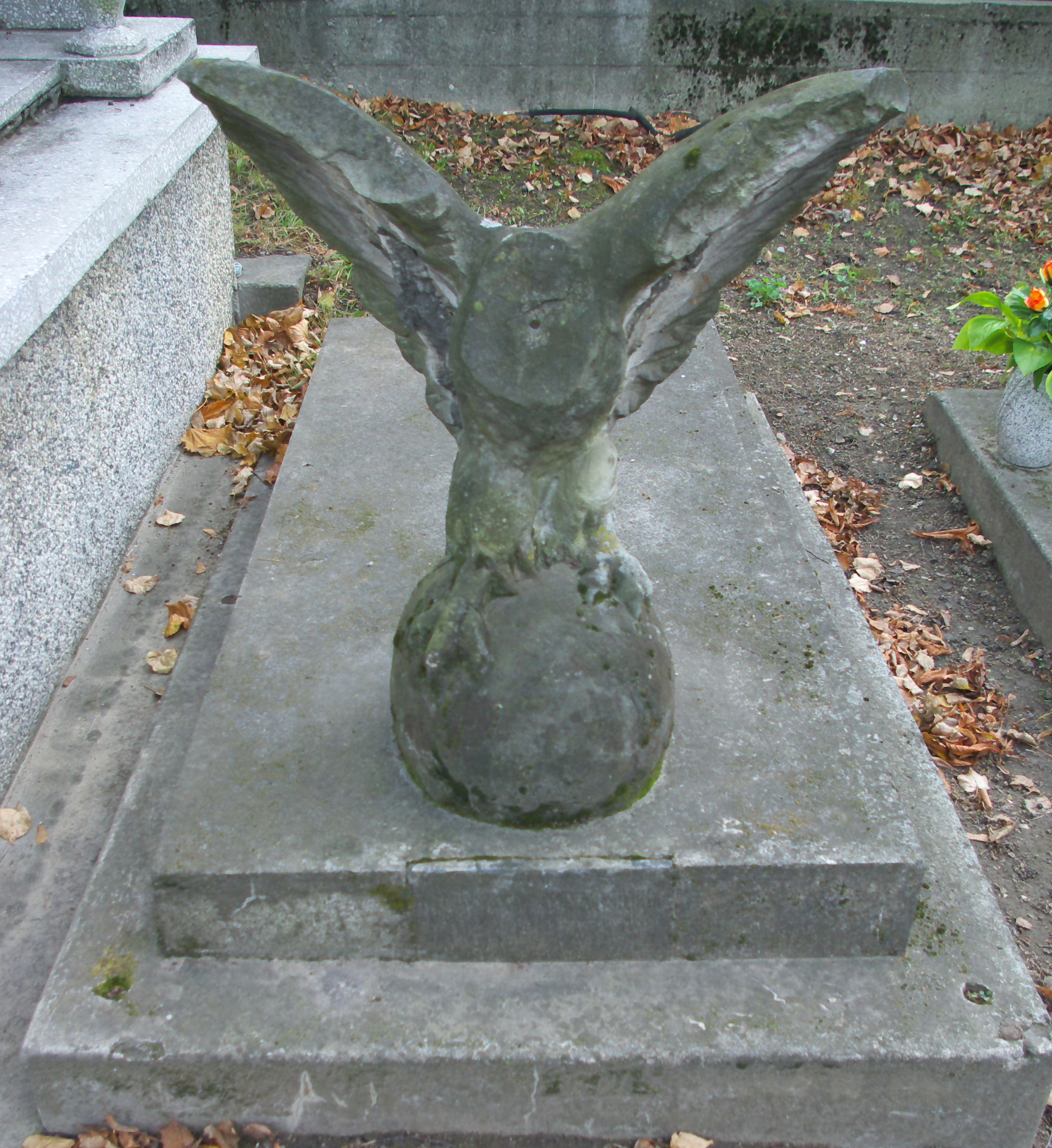
Nagrobek Władysława Sygnarskiego

Udzielał się społecznie. Był członkiem i działaczem sanockiego gniazda Polskiego Towarzystwa Gimnastycznego „Sokół” (1890, 1891, 1893, 1894, 1906, 1912, 1920–1924), działał we władzach wydziału, pełniąc funkcje członka wydziału (1892, 1896, 1899), gospodarza, naczelnika (1899, 1902, 1903), członka sądu honorowego (1907), zastępcy naczelnika (1904, 1909, 1913). 23 sierpnia 1893 uczestniczył we Lwowie w kursie dla kierowników gimnastyki gniazd sokolich. Prowadził zajęcia z ćwiczeń w sanockim gnieździe (prócz niego także Marian Szajna). 28 czerwca 1913 został wybrany zastępcą przewodniczącej wydziału sanockiego oddziału Polskiego Towarzystwa Pedagogicznego, podczas zebrania 25 stycznia 1914 był prezesem tego oddziału PTP.
Był działaczem w Posadzie Sanockiej, gdzie m.in. założył Kasę Stefczyka, kółko rolnicze, sklep spółdzielczy. 25 marca 1895 został wydziałowym Towarzystwa Muzyki Ochotniczej w Sanoku. 20 stycznia 1897 został wybrany członkiem wydziału Kółka Dramatyczno-Muzycznego w Sanoku. Został kierownikiem czytelni założonej tam przez Krakowskie Towarzystwa Oświaty Ludowej, otwartej 21 grudnia 1890, a zainicjowanej przez dr. Karola Zaleskiego. Na początku XX wieku został zastępcą naczelnika rady zawiadowczej Związku Okręgowego nr V w Sanoku Krajowego Związku Ochotniczych Straży Pożarnych w Królestwie Galicji i Lodomerii z Wielkim Księstwem Krakowskim. Został członkiem komitetu organizującego Krajowy Zjazd Strażacki w Sanoku zorganizowany w lipcu 1904. Był pszczelarzem. W październiku 1904 otrzymał srebrny medal na wystawie pszczelniczo-ogrodniczej w Krakowie w dziale pszczelarstwa za wina owocowe. Pełnił funkcję zastępcy członka wydziału i członka komisji rewizyjnej w sanockim Towarzystwie Pszczelniczo-Ogrodniczym. Został członkiem zarządu założonego 24 kwietnia 1904 oddziału Towarzystwa Pomocy Przemysłowej w Sanoku. Pełnił mandat radnego rady gminy Posada Olchowska, w 1910 został ponownie wybrany do rady.
Jego pierwszą żoną została Pelagia z domu Dubas. Ich dziećmi byli (według Edwarda Zająca pięciu synów i dwie córki): Mieczysław (1889–1979, najstarszy syn, także nauczyciel oraz popularyzator języka esperanto), Maria Elżbieta (ur. 1891), Tadeusz Adam (1893–1963), Stanisława (ur., zm. 1895), Kazimierz Romuald (ur. 1897), Bolesław Władysław (1899–1959, zamieszkujący w domu przy ul. Niecałej 2 w Sanoku), Zofia Maria (ur. 1901), Zygmunt Karol Gracjan (ur. 1907). Trzej synowie kształcili się w sanockim gimnazjum. Około 1914 w szkole kierowanej przez Władysława Sygnarskiego pracowała jako nauczycielka Elżbieta Sygnarska z domu Pijanowska.
Władysław Sygnarski do końca życia był żonaty z Józefą z domu Radwańską, z którą przeżył 9 lat w małżeństwie. Zmarł 9 maja 1925 w Posadzie Olchowskiej. Został pochowany na cmentarzu przy ul. Rymanowskiej w Sanoku 11 maja 1925 po pogrzebie pod przewodnictwem ks. Franciszka Witeszczaka. Jego nagrobek został zwieńczony rzeźbą sokoła.

## Publikacje
- XVIII. Sprawozdanie kierownika Szkoły Przemysłowej Uzupełniającej w Sanoku za rok szkolny 1912/13 (1913)
- Sprawozdanie Przemysłowej Szkoły Uzupełniającej w Sanoku za rok 1913/1914 (1915)